# Syrta
Syrta (Sirt) – miasto w północnej Libii (Trypolitania), nad Zatoką Wielka Syrta. Około 128 tys. mieszkańców. Ośrodek administracyjny gminy Syrta.
W okolicach miasta urodził się i zginął były przywódca Libii Mu’ammar al-Kaddafi.
W końcowej fazie wojny domowej w Libii w 2011 roku Syrta stanowiła ostatni ośrodek oporu zwolenników Kaddafiego; w dniach 15 września – 20 października o miasto toczyły się ciężkie walki między siłami Narodowej Armii Wyzwoleńczej a broniącymi miasta lojalistami al-Kaddafiego.